# Osmiposchoďák

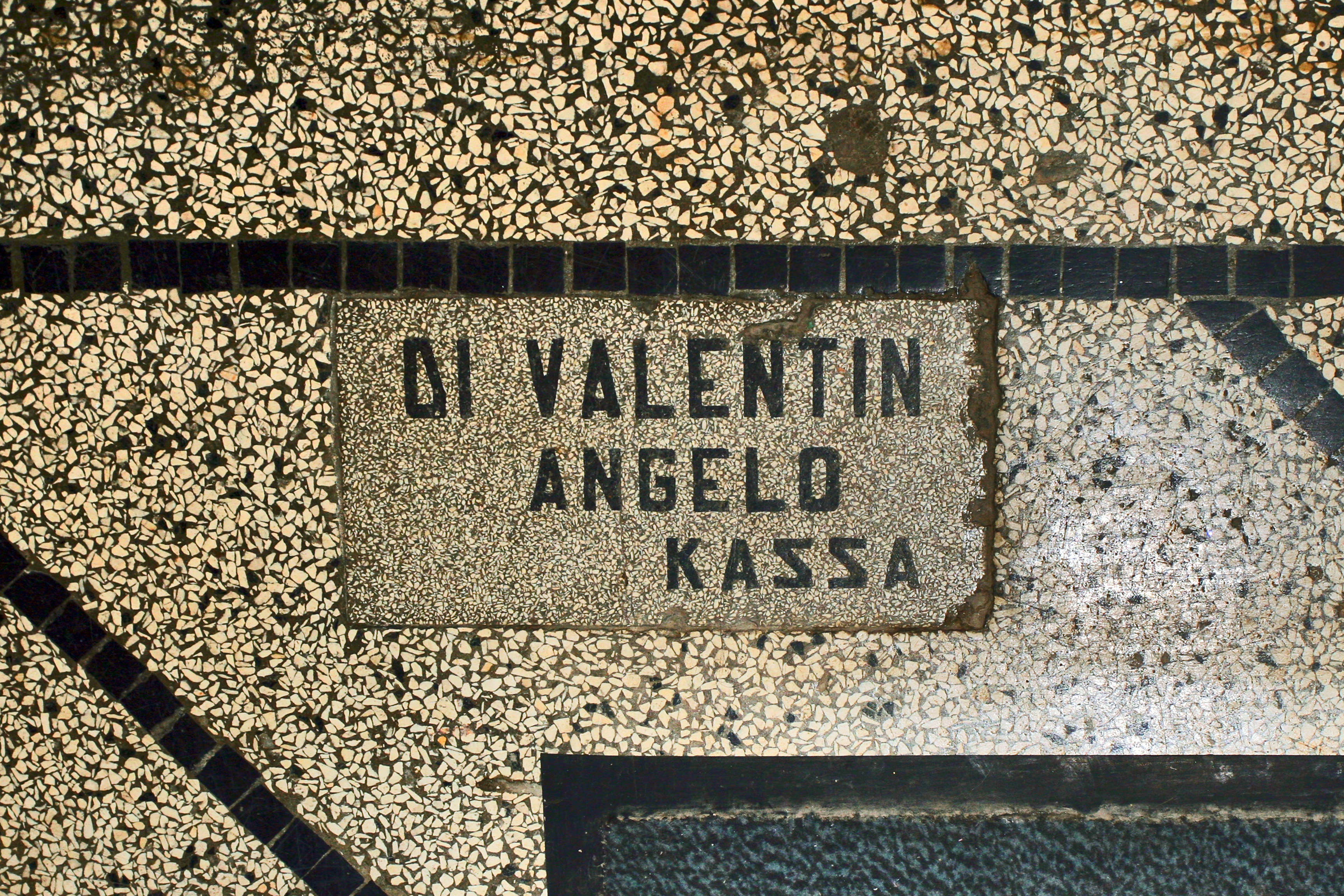
Jméno zhotovitele kamenických prací umístěné v dlažbě nedaleko vchodu do budovy

Osmipochoďák (slovensky Osemposchoďák, původně Assicurazioni Generali Trieste, maďarsky Triesti általános biztositó társulat Assicurazioni Generali) je funkcionalistická budova v Košicích stojící na rohu Hlavní a Pribinovy ulice.

## Dějiny
Budova stojí na místě bývalého Starkova domu, který zde stál do roku 1937. V jeho přízemních částech byly obchody a Waldeho bankovní dům. V roce 1937 vypracoval slovenský architekt Alexander Skutecký projekt devítipodlažní výškové budovy, která měla sloužit terstské pojišťovně Assicurazioni Generali. Budovu stavěl košický stavitel českého původu Alois Novák, ale byla dokončena až za maďarské okupace v roce 1939. Kamenické práce provedl košický mistr italského původu Angelo di Valentin. Po druhé světové válce budovu přebrala státní pojišťovna Slovan. V přízemí kromě ní byla ještě cukrárna a ve výškové části byty. Pojišťovna v této budově sídlí dodnes – v současnosti je to Allianz-Slovenská pojišťovna.
V roce 1982 byla budova prohlášena za kulturní památku a později byla překlasifikována na národní kulturní památku.

## Budova
Členitý dojem této budovy graduje ze šesti podlaží základní hmoty až na devět ve výškové části. Dvoupodlažní parter je obložen leštěnými travertinovými deskami a do ulice se otevírá velkými okenními otvory a v kombinaci s dlouhými lodžiemi nižšího křídla ozvláštňuje jinak puristicky střídmou fasádu. Na rohové věži se nacházejí jednoduchá čtyřdílná okna. Budovu kryje tenká střešní deska podpíraná sérií malých konzolí. Architektura budovy je čistě funkcionalistická, bez jakýchkoliv historizujících prvků.